# 托马斯·摩根
第一代从男爵托马斯摩根少将（Major-General Sir Thomas Morgan, 1st Baronet 1604年—1679年4月13日）是一位英国内战中的一名士兵，他一路升任到少将，在复辟时期任苏格兰总司令等

## 生平
摩根出生于威尔士，只会讲威尔士语。16岁报名参加了赫雷斯 沃瑞爵士（Sir Horace Vere）的新教徒志愿军，参加三十年战争。摩根在低地国家作战尤其是荷兰，他参与了1631年的Slaak战役并取得大捷。
英格兰内战期间，他是圆颅党人，隶属托马斯·费尔法克斯麾下。1645年，他获任命为议会军格洛斯特总督。1646年，他攻陷了Chepstow城堡和蒙茅斯城、围困了拉格兰（Raglan）城堡。
1651年到1657年间，他在苏格兰协助乔治·蒙克将军，获升任少将。1657年，他任弗兰德斯副司令。1658年返国后获封骑士。复辟时期，他前往爱丁堡重投蒙克将军，发挥了重要作用。12月卸任后在1661年2月1日获封从男爵。
摩根在1662年召集了英格兰对葡萄牙远征军，帮助葡萄牙的新教徒对抗信仰天主教的西班牙人。1665年，他获封泽西总督。次年主持修复泽西岛的堡垒和重组民兵。
1699年据说是他自己写的一本小册子面世，叙述了他1657年和1658年在法国和佛兰德斯的经历。
他的家安在蒙茅斯郡Llangattock Lingoed的Old Court。

## 更多资料
- Firth, Charles Harding. . Lee, Sidney  (编).  39. London: Smith, Elder & Co: 33–35. 1894.
- Dodd, Arthur Herbert. . . National Library of Wales. 2009  [15 November 2013].

| 英格蘭從男爵爵位 | 英格蘭從男爵爵位                              | 英格蘭從男爵爵位   |
| ---------------- | --------------------------------------------- | ------------------ |
| 新建立           | 摩根从男爵 领地：蒙茅斯郡Langattock 1661–1679 | 繼任者： 约翰 摩根 |